# ペラム・ハンフリー
ペラム・ハンフリー（Pelham Humfrey または Humphrey, Humphrys, 1647年 ロンドン - 1674年7月14日 ウィンザー）は、王政復古期初期のイングランドの新世代作曲家。

## 生涯
17歳になった時には、ハンフリーの作曲したアンセムは既に歌われていて、おそらく1665年1月、チャールズ2世からパリ留学を命じられ、フランス王宮の音楽に強い影響を受けた。帰国すると、義父ヘンリー・クックの後任としてチャペル・ロイヤルのMaster of the Children（音楽を教える監督）に就任、さらに宮廷作曲家になった。
ハンフリーは27歳で亡くなったが、マシュー・ロックとともに仲間たちに強い影響を与えた。その中には、ウィリアム・ターナー、ヘンリー・パーセル、ジョン・ブロウらがいる。ハンフリーの早すぎる死はイングランド音楽史の悲劇と見なされている。ヴァース・アンセム『O Lord my God』などハンフリーが残した作品は非常に鋭く、また表現力に富んでいる。
サミュエル・ピープスの日記に、ペラム・ハンフリーの服装のセンスと品行についての否定的な言及がある。「リトル・ペラム・ハンフリーは恰好・自信・虚栄心に充ち満ちた絶対の若君で、自分以外の人間の技量をばかにした」。